# 乳桿菌目
乳杆菌目（学名：Lactobacillales，英文：英語：）是一组革蘭氏陽性、低GC、耐酸性、大多不产孢、不呼吸的杆菌或球菌，有诸多代谢和生理学上的相似点。这些细菌多出现于分解中的植物和乳制品，切奇糖类发酵的主要产物为乳酸。这一点在历史上让乳杆菌经常出现于食品发酵中，作为一种增加酸性、防止腐烂的成分。
汉语口语的“乳酸菌”，涵盖了益生菌中能产生乳酸的菌种，例如属于双歧杆菌目的许多菌种，也称为乳酸菌。
不少乳杆菌株还会产生叫做细菌素的蛋白质，进一步抑制腐败和病原微生物的生长。乳酸和其他代谢产物更会改变事物的感官特性和口感。乳杆菌在食品工业十分重要及常见，属公认安全成分，对人和动物的黏膜也有好处。食品工业意义上的乳桿菌包含乳桿菌屬、明串球菌属、片球菌属、乳球菌属、鏈球菌屬，以及更边缘的气球菌属、肉杆菌属、肠球菌属、酒球菌属、芽孢乳杆菌属（非乳杆菌目）、四联球菌属、漫游菌属、魏斯氏菌属。
模式科为乳杆菌科 Lactobacillaceae Winslow et al. 1917。

## 下属分类
本目包括以下科：
- 气球菌科 Aerococcaceae Ludwig et al. 2010
- 肉杆菌科 Carnobacteriaceae Ludwig et al. 2010
- Catellicoccaceae Chuvochina et al. 2024，为肠球菌科 （Enterococcaceae Ludwig et al. 2010）的异名
- 肠球菌科 Enterococcaceae Ludwig et al. 2010
- 乳杆菌科 Lactobacillaceae Winslow et al. 1917
- 明串珠菌科 Leuconostocaceae Schleifer 2010
- 链球菌科 Streptococcaceae Deibel and Seeley 1974
- Vagococcaceae Chuvochina et al. 2024，为肠球菌科 （Enterococcaceae Ludwig et al. 2010）的异名

科的地位未定的属：
- Aerosphaera
- Carnococcus
- Chungangia